# Симбирская операция
Симбирская операция (9—28 сентября 1918) — наступательная операция Восточного фронта РККА против Народной армии КОМУЧа во время Гражданской войны в России.

## Предыстория
После взятия Казани сложилась невыгодная для Народной армии КОМУЧа конфигурация на правом фланге поволжского фронта: под Казанью около 2,5 тысяч человек занимали фронт протяжённостью в 100—120 км, который с трёх сторон охватывался почти впятеро превосходящими силами 2-й и 5-й армий РККА, которые активно готовились перейти в контрнаступление. Поэтому в помощь Казанской группе командующий Народной армией Чечек направил из Симбирска на пароходах отряд Каппеля в составе 2340 штыков и сабель при 14 орудиях, чем существенно ослабил симбирское направление. Этим решили воспользоваться «красные».

## Операция
В начале сентября 1918 года началась подготовка к наступлению на Симбирск 1-й армии РККА Восточного фронта красных (Пензенская, Инзенская и Симбирская дивизии — всего, около 8 тыс. штыков и сабель, 40 орудий, 194 пулемёта) против основных сил Поволжской группы белых (св. 5 тыс. штыков, 3,5 тыс. сабель, 35—45 орудий, 150 пулемётов, 8—12 вооружённых пароходов).
6—7 сентября 1918 года в Пайгарме состоялся военный совет 1-й армии, на котором М. Н. Тухачевский принял решение начать наступление 8 сентября 1918 года.
7—8 сентября 1918 года 1-я Симбирская пехотная дивизия была усилена пятью стрелковыми полками и кавалерийским дивизионом, что позволило создать двойное численное превосходство над противником на участке её наступления. При этом, впервые в гражданской войне, РККА использовала автомашины, чтобы перевезти в район сосредоточения 5-й Курский стрелковый полк.
9 сентября 1918 года Самарская дивизия РККА (5,3 тыс. штыков и сабель, 21 орудие и 117 пулемётов) перешла в наступление. Группировка белых насчитывала 3,2 тыс. штыков и сабель, 22 орудия и 50—70 пулемётов.
Действия Симбирской дивизии с юга поддержала Инзенская дивизия, которая должна была наступать из района Кузоватово на Тереньгу, а с севера — Алатырская группа (300 штыков и 12 пулемётов), которая должна была сковать противника в районе Буинска.
10 сентября 1918 года силы Самарской дивизии «красных» вели ожесточённый бой у станции Охотничья, где белые оборудовали окопы полного профиля с тремя рядами проволочных заграждений. Два полка дивизии, наступавшие в центре, по линии железной дороги, были встречены пулемётным огнём и шрапнелью. После нескольких неудачных атак, часть сил Симбирской дивизии была направлена в обход позиций противника, а в бой был введён резерв — Интернациональный полк, состоявший из бывших пленных австрийцев и венгров, который преодолел линию заграждений и выбил батальон белых с удерживаемых им позиции.
11 сентября Самарская дивизия отразила контратаку офицерского батальона в районе села Белый Ключ и контратаку чехословацкого пехотного батальона в районе деревни Киндяковка, перерезала железную дорогу Симбирск — Казань и тракт Сызрань — Симбирск, после чего белые были прижаты к Волге.
Бронепоезд имени Ленина (которым командовал С. Гулинский) захватил железнодорожный мост через Волгу.
Штурм Симбирска начался на рассвете, с обстрела оборонительных позиций пятью артиллерийскими батареями из района Карлинской Слободы. Особенно сильное сопротивление наступавшим красноармейцам 2-го Симбирского полка (ком-р М. Д. Великанов, комиссар Н. М. Шверник) оказал офицерский батальон в районе Винновской рощи.
К 12 часам 12 сентября атакой с трёх сторон Симбирск был взят, Симбирская дивизия РККА захватила здесь 1 тыс. пленных, 3 самолёта, 10 орудий и обоз.
В ночь на 14 сентября бригада Симбирской дивизии форсировала Волгу, и к концу 16 сентября продвинулась на восток на 30-35 км.
18 сентября подошедший из-под Казани отряд Каппеля контратаковал красные войска и отбросил бригаду Самарской дивизии за Волгу. 18-24 сентября отряд Каппеля вёл бои за Симбирск, пытаясь отбить город. Несколько атак на мосту были отбиты 1-м Интернациональным полком 24-й Железной стрелковой дивизии (216-м полком) под командованием Ю. Варги и П. Боревича. Исход сражения в пользу «красных» решил подход к Симбирску 5-й армии и Волжской флотилии, которые, прорвав фронт Народной армии у Казани, вышли в тыл всей поволжской группировки белых. После подхода к Симбирску 5-й армии красных Каппель, опасаясь окружения, прекратил атаки города и стал отступать в сторону Бугульмы. Советские войска снова форсировали Волгу и начали преследование частей Народной армии.

## Последствия

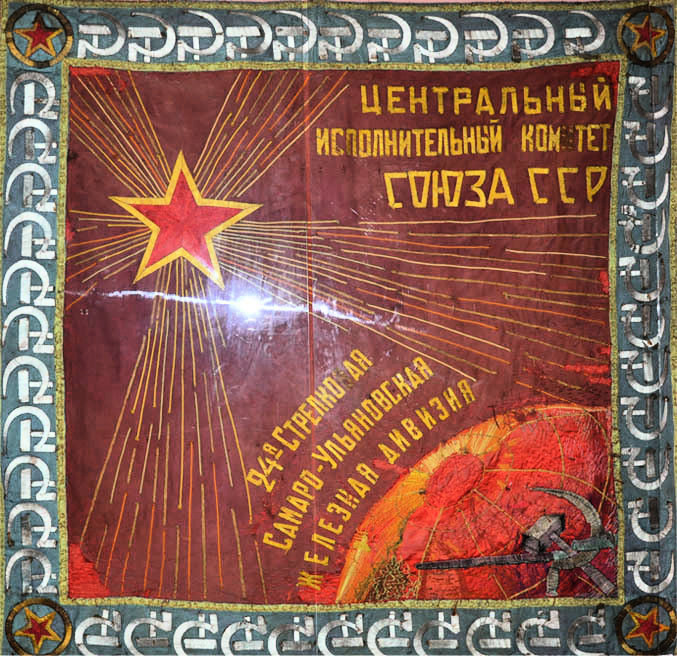
Боевое Красное Знамя 24-й стрелковой Самаро-Ульяновской железной дивизии.

Падение Казани и Симбирска означало оттеснение белых с рубежа средней Волги; уже 13 сентября белые войска оставили Вольск. В результате поражений в войсках Народной армии КОМУЧа началось разложение, её части начали быстро отступать перед фронтом 5-й и 1-й армий РККА.
Симбирская группа белых, продержавшись на левом берегу Волги до 29 сентября, также быстро начала отход, в результате чего тактические успехи РККА под Казанью и Симбирском разрослись до размеров стратегической победы. Фронт белых был прорван на огромном участке, что повлекло за собой отступление частей Народной армии далеко на восток. Отступление прекратилось только с началом зимы.
За отличие при взятии Симбирска Симбирская дивизия была награждена Почетным Красным Знаменем ВЦИК, 25 октября 1921 года 24-я Симбирско-Самарская стрелковая дивизия получила третье почётное наименование — «Железная».

## Память
- 13 ноября 1918 года было принято решение об отпуске 10 000 рублей на расходы по устройству «похорон тт. Крылова, Зарецкого и др., казнённых белогвардейцами». Их похоронили на территории Воскресенского некрополя, на улице Карла Маркса, известное как «Могила пяти комиссаров»[6].

- 7 ноября 1927 года на бульваре Новый Венец, в память об освобождении Симбирска от белогвардейцев был открыт обелиск «Погибшим в боях за Симбирск 12.09.1918 г.» (архитектор Ф. Е. Вольсов), а 12.09.1968 году зажжён Вечный огонь[6].
- На фасаде ж/д вокзала Ульяновск-Центральный есть мозаичное панно посвящённое освобождению Симбирска.
- В Ульяновске об событиях Гражданской войны напоминают названия 5-и улиц: 12 сентября, Железной дивизии, Тухачевского, проспект Гая, Калнина и переулок Великанова; а также два памятника: монумент — обелиск красноармейцам, павшим при освобождении Симбирска на Новом Венце и Памятник Г. Д. Гаю у к/т «Современника».
- На Нижней Террасе на ул. Шоферов установлена мемориальная доска в память о шоферах погибших в 1918 г. и мемориальная доска комиссару 1-й Армии Калнину О. Ю. на улице носящее его имя.

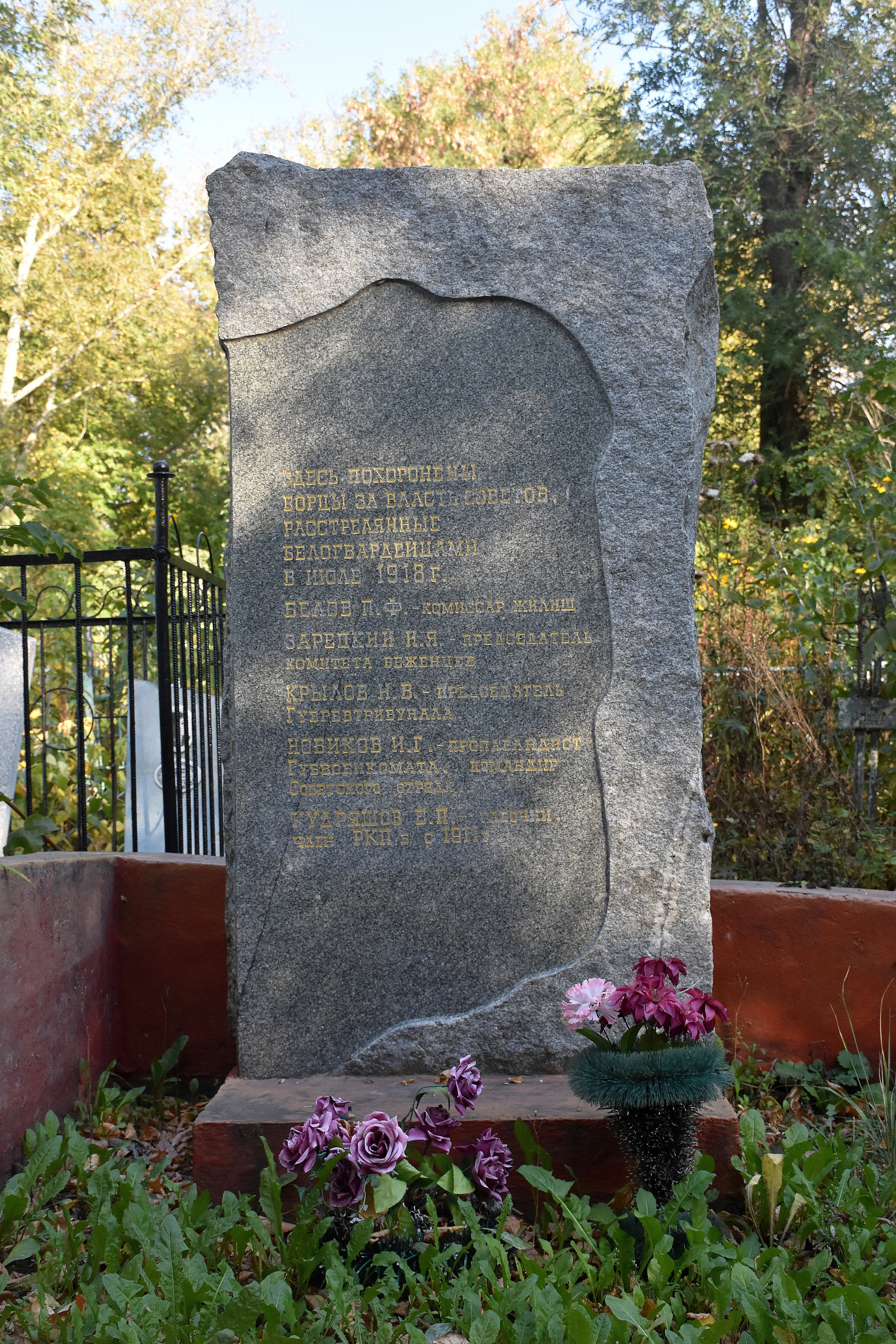
Братская могила — «Могила пяти комиссаров».
Обелиск на бульваре Новый Венец.
Памятная доска на Соборной площади.
Памятник красногвардейцам.
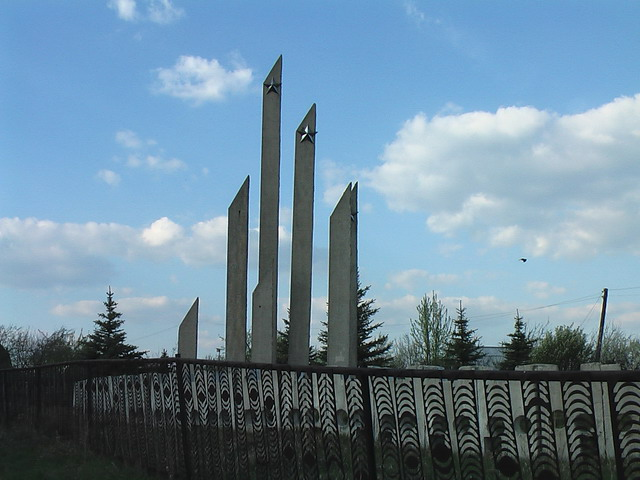
Обелиск на горе у деревни Погребы
Памятник Гаю Дмитриевичу Гаю (Ульяновск).
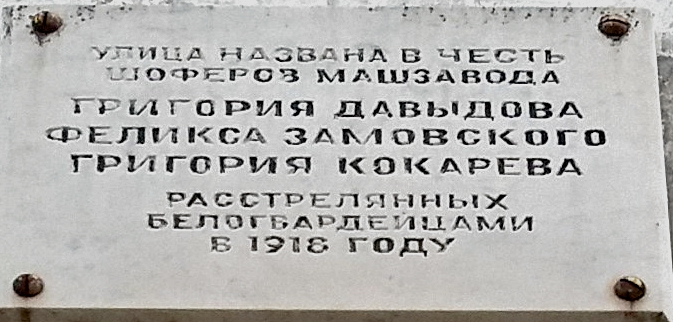
Мемориальная доска на ул. Шоферов (Нижняя Терраса).
Мемориальная доска комиссару 1-й Армии Калнину О. Ю.
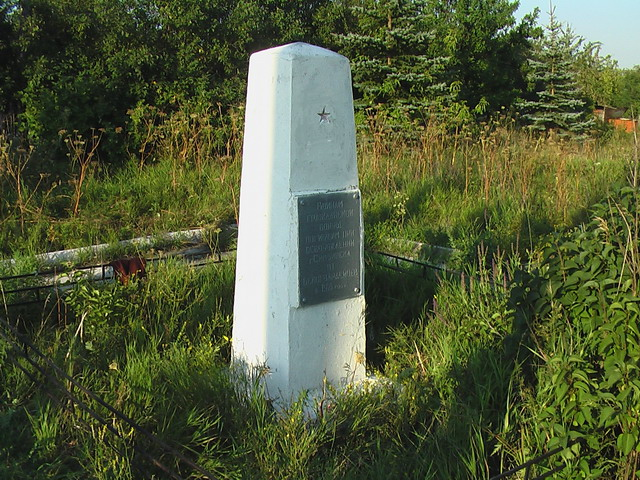
Братская могила воинов Гражданской войны, д. Погребы.
Мемориальная доска на здании УТУ, где размещался штаб Сим. Жел. дивизии.